# Kodeks 0259
Kodeks 0259 (Gregory-Aland no. 0259) – grecki kodeks uncjalny Nowego Testamentu na pergaminie, datowany metodą paleograficzną na VII wiek. Rękopis jest przechowywany w Berlinie. Tekst rękopisu jest wykorzystywany we współczesnych wydaniach greckiego Nowego Testamentu.

## Opis
Zachowały się 2 pergaminowe karty rękopisu, z greckim tekstem 1. Listu do Tymoteusza (1,4-5.6-7). Karta ma rozmiar 12 na 10 cm. Tekst jest pisany jedną kolumną na stronę, 11 linijek tekstu.

## Tekst
Tekst rękopisu reprezentuje mieszaną tradycję tekstualną. Kurt Aland zaklasyfikował tekst rękopisu do kategorii III. 
| Recto χουσιν μαλλον η οικονομιαν θυ την εν πισ[τει] το δε τελ[ος της] παραγ[γελιας ες] τιν αγ[απη εκ κα] θα[ρας ] . . . | Verso νες αστοχησαν της εξετραπτησαν εις ματαιολογιαν θ[ε]λ[ο]ντες ειναι [νομοδ]ιδασκαλοι [μη νοσουν]της μη [τε α λεγουσιν] μη [τε ] . . . |

Transkrrypcji dokonał Kurt Treu.

## Historia
INTF datuje rękopis 0259 na VII wiek .
Tekst rękopisu opublikował Kurt Treu w 1966 roku.
Na listę greckich rękopisów Nowego Testamentu wciągnął go Kurt Aland, oznaczając go przy pomocy siglum 0259. Został uwzględniony w II wydaniu Kurzgefasste. Rękopis jest wykorzystywany w krytycznych wydaniach greckiego Nowego Testamentu (NA26, NA27, UBS4).
Rękopis jest przechowywany w Staatliche Museen zu Berlin (P. 3605) w Berlinie .